# Jean de Stavelot
Johannes Stabulensis ou Stabulanus
Jean de Stavelot (au nom latinisé en Johannes Stabulensis), né à Stavelot le 5 juin 1388 et mort à l'abbaye Saint-Laurent de Liège le 16 octobre 1449, est un moine bénédictin particulièrement connu pour son travail de copiste, d'enlumineur, d'écrivain et de chroniqueur, continuateur de l'œuvre de Jean d'Outremeuse.

## Éléments biographiques
Jean de Stavelot est né d'un père qui était échevin de la ville de Stavelot. Entré dans les ordres, il est probablement ordonné prêtre en 1414 et devient moine de l'abbaye de Stavelot et sacristain de son abbatiale mais un différend avec son père abbé le fait finalement s'établir à l'abbaye Saint-Laurent de Liège. Copiste, on lui doit plus d'une soixantaine de manuscrits qu'il a illustré et parfois paraphrasé. La plupart d'entre eux ont été perdus. Parmi ses ouvrages les plus remarquables, on notera un livre sur saint Laurent et un Liber de sancto Benedicto,. Mais il est surtout connu pour sa chronique en latin qui couvre la période allant de 1364 à 1428 et sa chronique liégeoise en français, dans la continuité de celle initiée par Jean d'Outremeuse et qui couvre la période de 1400 à 1447. 

Jean de Stavelot, se consacre à raconter les événements en lien avec la Principauté de Liège, il peut même être disert et digressif pour les événements dont il a été le témoin. Honnête et cependant moins imaginatif que son prédécesseur, ses écrits sont plus ternes et moins perspicaces que ceux de Jean d'Outremeuse mais sont néanmoins empreints d'une certaine humanité. Sa chronique en langue vernaculaire s'inscrit cependant dans cette continuité, Jean de Stavelot ouvre d'ailleurs le cinquième livre de la chronique par l'incipit suivant : 

« Chi commenche li chinqueyme cronichue de paijs de liege en brief siwant les quatres croniques maistre iohans doultre mouse. »

Adrien d'Oudenbosch et, à sa suite, Jean Peecks seront les continuateurs de son œuvre.
Albert Henry, André Goosse et Paul Harsin se sont intéressés à son œuvre littéraire, tout comme Jacques Stiennon qui s'intéressa davantage à ses talents de peintre et d'illustrateur que Jacques Meurgey qualifiait pourtant d'archaïsants.